# Formatos estándar
Los formatos estándar de vídeo se aplican tanto al dominio de la  como a los equipos de  Estos formatos se definen por sus características, cómo :
- la  (relación anchura / altura) ;
- la  de la imagen visualizada (definida por el número de píxeles sobre la anchura y por el número de píxeles sobre la estatura) ;
- la  (número de matices) expresada en  dónde en número de colores ;
- la frecuencia de refresco expresada en  (Hz).

Algunos de estos formatos han estandarizado y algunos-unos normalizados, pero su número y su variedad no cesa de evolucionar con las nuevas tecnologías desarrolladas y explotadas por la industria de la electrónica.

## Significados de las siglas
Aunque las letras S (por súper) y Uno (por ultra) frecuentemente presentes no tienen un significado real sobre la manera en que modifican las definiciones de base, esencialmente quieren decir :
Wide (W)
Una definición "Wide" (Ancho en inglés) posee el mismo número de líneas que la definición de base pero su anchura se ha aumentado con el fin de respetar una ratio de 16:9 o de 16:10. Por ejemplo, el formato VGA tiene una definición de 640x480 y el WVGA 854×480.
Hex(adecatuple) (H)
Dieciséis veces más píxeles que la definición de base (el número en altura y en anchura multiplicado por cuatro).
Ultra (Uno)
Súper (S)
Estas letras son a menudo utilizadas simultáneamente cómo es el caso con WQXGA y WHUXGA.
Quad(ruple) (Q) (antes XGA)
Cuatro veces más píxeles que la definición de base (el número en altura y en anchura multiplicado por dos). Ejemplo : XGA y QXGA.
eXtended (X) (a XGA)
Esta letra es a menudo utilizada en reemplazo de la V de VGA para indicar una extensión de la definición de base, superior a la del formato SVGA.
Plus (+) (después XGA únicamente)
Este signo extiende la definición XGA pero sin llegar a SXGA.
Half (H) (antes VGA)
Un Half (mitad en inglés) representa la mitad de la definición de base. Por ejemplo, el formato HVGA tiene la mitad menos píxeles que el VGA. Esta medida de pantalla es utilizada sobre todo por las PDA.
Quarter (Q) (antes VGA)
Un Quarter (cuarto en inglés) representa un cuarto de la definición de base (el número en altura y en anchura dividido por dos). Por ejemplo, el QVGA tiene cuatro veces menos píxeles que el VGA.

## Principales formatos estándar
| Formato | x (ancho) | y (alto) | Pixeles (×1 mil·lió) | Relación de aspecto | Porcentaje de diferencia en píxeles | Porcentaje de diferencia en píxeles | Porcentaje de diferencia en píxeles | Porcentaje de diferencia en píxeles | Porcentaje de diferencia en píxeles | Porcentaje de diferencia en píxeles | Porcentaje de diferencia en píxeles | Porcentaje de diferencia en píxeles | Versión Widescreen | Dimensiones típicas de la pantalla |
| Formato | x (ancho) | y (alto) | Pixeles (×1 mil·lió) | Relación de aspecto | VGA                                 | SVGA                                | XGA                                 | XGA+                                | SXGA                                | SXGA+                               | UXGA                                | QXGA                                | Versión Widescreen | Dimensiones típicas de la pantalla |
| ------- | --------- | -------- | -------------------- | ------------------- | ----------------------------------- | ----------------------------------- | ----------------------------------- | ----------------------------------- | ----------------------------------- | ----------------------------------- | ----------------------------------- | ----------------------------------- | ------------------ | ---------------------------------- |
| VGA     | 640       | 480      | 0,31                 | 1,33                | 0%                                  | −36%                                | −61%                                | −69%                                | −77%                                | −79%                                | −84%                                | −90%                                | WVGA               |                                    |
| SVGA    | 800       | 600      | 0,48                 | 1,33                | 56%                                 | 0%                                  | −39%                                | −52%                                | −63%                                | −67%                                | −75%                                | −85%                                | WSVGA              |                                    |
| XGA     | 1024      | 768      | 0,79                 | 1,33                | 156%                                | 64%                                 | 0%                                  | −21%                                | −40%                                | −47%                                | −59%                                | −75%                                | WXGA               | 15"/ 38 cm                         |
| XGA+    | 1152      | 864      | 1,00                 | 1,33                | 224%                                | 107%                                | 27%                                 | 0%                                  | −24%                                | −32%                                | −48%                                | −68%                                | WXGA+              | 17"/ 43 cm                         |
| SXGA    | 1280      | 1024     | 1,31                 | 1,25                | 327%                                | 173%                                | 67%                                 | 32%                                 | 0%                                  | −11%                                | −32%                                | −58%                                | WSXGA              | 17–19"/ 43–48 cm                   |
| SXGA+   | 1400      | 1050     | 1,47                 | 1,33                | 379%                                | 206%                                | 87%                                 | 48%                                 | 12%                                 | 0%                                  | −23%                                | −53%                                | WSXGA+             |                                    |
| UXGA    | 1600      | 1200     | 1,92                 | 1,33                | 525%                                | 300%                                | 144%                                | 93%                                 | 46%                                 | 31%                                 | 0%                                  | −39%                                | WUXGA              | 20"/ 51 cm                         |
| QXGA    | 2048      | 1536     | 3,15                 | 1,33                | 924%                                | 555%                                | 300%                                | 216%                                | 140%                                | 114%                                | 64%                                 | 0%                                  | WQXGA              | 30"/ 76 cm                         |

## Principales formados 4k

Resolución UHDTV contrastada con otros formatos de vídeo digital.

| Formato                             | Définition | Relación de aspecto | Píxeles    |
| ----------------------------------- | ---------- | ------------------- | ---------- |
| Televisión de ultra alta definición | 3840x2160  | 1,78:1 (16:9)       | 8.294.400  |
| 4K Ultra wide television            | 5120x2160  | 2,37:1 (21:9)       | 11.059.200 |
| 4K WHXGA                            | 5120x3200  | 1,60:1 (16:10)      | 16.384.000 |
| DCI 4K (nativo)                     | 4096x2160  | 1,90:1 (~17:9)      | 8.847.360  |
| DCI 4K (Cinemascope reemmarcat)     | 4096x1716  | 2,39:1              | 7.020.544  |
| DCI 4K (Plana reemmarcada)          | 3996x2160  | 1,85:1              | 8.631.360  |